# Delia angustiventris
Delia angustiventris este o specie de muște din genul Delia, familia Anthomyiidae. A fost descrisă pentru prima dată de Zetterstedt în anul 1845.
Este endemică în Sweden. Conform Catalogue of Life specia Delia angustiventris nu are subspecii cunoscute.